# Wiewiec
Wiewiec (prononciation [ˈvjɛvjɛt͡s]) est un village de la gmina de Strzelce Wielkie, du powiat de Pajęczno, dans la voïvodie de Łódź, situé dans le centre de la Pologne.
Il se situe à environ 7 kilomètres à l'est de Strzelce Wielkie (siège de la gmina), 17 kilomètres à l'est de Pajęczno (siège du powiat) et 74 kilomètres au sud de Łódź (capitale de la voïvodie).
Le village compte approximativement une population de 490 habitants en 2008.

## Administration
De 1975 à 1998, le village était attaché administrativement à l'ancienne voïvodie de Częstochowa.

Depuis 1999, il fait partie de la nouvelle voïvodie de Łódź.